# Кильмезь (аэропорт)
Кильмезь — недействующий ныне аэропорт местных воздушных линий вблизи поселка городского типа Кильмезь, Кировская область.

## История
История авиации в Кильмези начинается в 1933 году, когда местной администрацией был отведен участок земли в 123 гектара под Аэродром рядом с деревнями Докучаево и Табани. Уже в 1936 году на этот аэродром приземлился первый самолет. В те годы аэропорт представлял из себя поле с небольшой избушкой-метеостанцией. 
Аэропорт начал работу в 1948 году. Изначально он находился в черте поселка в районе улицы Скобелева. Изначально поселок принимал лишь двухместные самолеты ПО-2, которые прилетали лишь пару раз в месяц.
Начальником аэропорта был Пётр Евсеевич Ожегов. При нем аэропорт из «небольшого пятачка окруженного пашней» вырос до развитого и современного транспортного узла.
К 1956 году географию полетов составляли Киров, Уржум, Малмыж и Вятские Поляны. К 1959 году была открыта воздушная линия на Ижевск. Время полета составляло 45 минут со стоимостью билета 5 рублей 50 копеек. . К 1961 году количество полетов в Киров увеличилось до двух в день и перевозили людей, грузы и почту. При наличии пассажиров вылетали дополнительные рейсы. К этому же году рейсы вылетали также в Шурму, Лебяжье и Советск. За июнь 1961 года было отправлено 1368 пассажиров, 2 тонны почты и 7 тонн различных грузов. В ответ, в Кильмезь прибыло 1070 пассажиров, 2 тонны почты и 5 тонн грузов.  За год же планировалось перевезти 12 тысяч пассажиров, 18 тонн почты и 76 тонн грузов. Коллектив аэропорта был удостоен переходящего красного вымпела авиаотряда.
В зале аэропорта имелось радио, настольные игры (шахматы, шашки и домино), газеты и журналы, буфет, специальная комната отдыха для пилотов. Планировалось устройство посадочной площадки в деревне Рыбная Ватага. С помощью нее работники колхоза и лесопункта могли бы за 15 минут попасть в районный центр.

Помимо пассажирских и грузовых самолетов, аэропорт использовали АН-2 для обработки пашен и леса, а также вертолет МИ-1 для защиты леса от пожара и транспортировки людей в больницы.

Здание нового аэропорта

В 1970 году открылось новое здание аэропорта в четырех километрах от Кильмези. Здесь была построена взлетная полоса с твердым покрытием, созданы современные условия работы для сотрудников. Для доставки пассажиров было организовано автобусное сообщение. Работу аэропорта обеспечивало 12 сотрудников.
В годы Перестройки деятельность аэропорта стала убыточной, денежных средств на его обслуживание не хватало, в результате чего в 1990 году было принято решение о закрытии аэропорта.
В 2017 году впервые за 26 лет на территорию аэропорта приземлился самолет.